# Вашков, Николай Николаевич
Николай Николаевич Вашков (1874—1953) — русский революционер, советский государственный деятель, член комиссии ГОЭЛРО.

## Биография
Родился 2 октября (14 октября по новому стилю) 1874 года в Калуге в купеческой семье.
Сначала учился в Калужском реальном училище, затем в 1897 году окончил Московское высшее техническое училище (ныне Московский государственный технический университет имени Н. Э. Баумана). В вузе был одним из организаторов (вместе с Вацлавом Воровским) марксистского кружка самообразования студентов-техников.
В октябре 1894 году был задержан на политической сходке и в числе других её участников был выслан из Москвы. Вернувшись в Москву, в 1896—1897 годах состоял в марксистском кружке, занимавшемся социал-демократической пропагандой среди рабочих и интеллигенции. В 1890-х годах был связан с революционной работой в Калуге, где распространял нелегальную литературу среди рабочих железнодорожных мастерских. В 1897 году в Москве снова был арестован и в декабре 1898 года приговорён к выселению в Вятскую губернию на три года года. Отбывал ссылку в городе Слободском, откуда в 1900 году Вашкову было разрешено переехать в Вятку для выполнения технических работ. Там он снова был связан с революционной деятельностью.
В 1905 году Николай Вашков стал помощником Л. Б. Красина по заведованию турбинной электростанцией в Орехово-Зуеве, позже, сменив его в этой должности, работал здесь до ухода на создание электростанции для московского трамвая. В Москве продолжал поддерживать связь с близкими к социал-демократической партии рабочими кругами. После Октябрьской революции состоял в комиссии ГОЭЛРО, затем работал в секции энергетики Госплана СССР, где в 1926—1930 годах был заместителем Председателя Госплана.
Н. Н. Вашков был арестован по делу о вредительской деятельности «Промышленной партии» и 18 марта 1931 года приговорён к расстрелу, который заменили на 10 лет исправительно-трудовых лагерей: был отправлен на строительство Беломорско-Балтийского канала и досрочно освобождён в 1934 году.
Выйдя на заслуженный отдых, проживал в Москве, где и умер 2 февраля 1953 года.
Посмертно был реабилитирован 2 декабря 1989 года.
В Государственном архиве Калужской области имеются документы, относящиеся к Н. Н. Вашкову.
В январе 2021 года городская дума Калуги поддержала инициативу по установке мемориальной доски, посвященной инженеру-электротехнику Николаю Николаевичу Вашкову, на фасаде дома по адресу: Воробьёвская улица, 22.